# Beto (1982)
António Alberto Bastos Pimparel (* 1. května 1982 Loures), známý jako Beto, je bývalý portugalský profesionální fotbalový brankář. Mezi lety 2009 a 2018 odchytal také 16 utkání v dresu portugalské reprezentace.

## Klubová kariéra
Třikrát vyhrál Evropskou ligu, dvakrát se Sevillou (2013/14, 2014/15) a jednou s FC Porto (2010/11). S ním se stal i mistrem Portugalska (2010–11). Hrál za Sporting Lisabon (2002–2004, 2016–2017), GD Chaves (2004–2005), FC Marco (2005–2006), Leixões SC (2006–2009), FC Porto (2009–2012), Bragu (2012–2013), Sevillu (2013–2016), Göztepe SK (2017–2020) a od roku 2020 byl znovu hráčem Leixões.

## Reprezentační kariéra
Portugalsko reprezentoval v letech 2009–2018, v 16 zápasech. Získal bronzovou medaili na mistrovství Evropy v roce 2012 a bronz na Konfederačním poháru 2013. Zúčastnil se rovněž tří světových šampionátů, mistrovství světa 2010, 2014 a 2018.